# Tommie Barte
Tommie Barte, född 14 februari 1948, är en svensk skådespelare.
Han filmdebuterade i filmen Sökarna (1993), i vilken han spelade den nakna grannen. Utöver detta har han medverkat i två kortfilmer. Barte har bl.a. arbetat vid Riksteatern, Stockholms Parkteater, Östgötateatern och i Hagge Geigerts revy på Lisebergsteatern i Göteborg. 

## Filmografi
- 1993 – Sökarna
- 1997 – Den gröna filmen (kortfilm)
- 1998 – Snigelmannen (kortfilm)

## Teater

### Roller
| År   | Roll | Produktion                         | Regi         | Teater      |
| ---- | ---- | ---------------------------------- | ------------ | ----------- |
| 1981 |      | Stora landsvägen August Strindberg | Allan Edwall | Riksteatern |

### Fotnoter
1. 1 2  ”Tommie Barte”. Svensk Filmdatabas. http://www.sfi.se/sv/svensk-filmdatabas/Item/?type=PERSON&itemid=256983&ref=%2ftemplates%2fSwedishFilmSearchResult.aspx%3fid%3d1225%26epslanguage%3dsv%26searchword%3dTommie+Barte%26type%3dPerson%26match%3dBegin%26page%3d1%26prom%3dFalse. Läst 27 september 2012.
2. ↑  Bengt Jahnsson (28 februari 1981). ”'Stora landsvägen': Strindbergs försoningsakt som gripande kammarspel”. Dagens Nyheter:  s. 15. https://arkivet.dn.se/tidning/1981-02-28/57/15. Läst 4 februari 2022.